# Tynys Dubek
Tynys Dubek (kaz. Тыныс Дубек; ur. 5 maja 2003) – kazachska zapaśniczka walcząca w stylu wolnym.
Zajęła piąte miejsce na mistrzostwach Azji w 2025 i dziewiąte w 2024. Wicemistrzyni Azji U-23 w 2024; trzecia w 2025. Druga na mistrzostwach Azji juniorów w 2022 roku.